# Thangadh
Thangadh là một thành phố và khu đô thị của quận Surendranagar thuộc bang Gujarat, Ấn Độ.

## Nhân khẩu
Theo điều tra dân số năm 2001 của Ấn Độ, Thangadh có dân số 36.877 người. Phái nam chiếm 53% tổng số dân và phái nữ chiếm 47%. Thangadh có tỷ lệ 59% biết đọc biết viết, thấp hơn tỷ lệ trung bình toàn quốc là 59,5%: tỷ lệ cho phái nam là 67%, và tỷ lệ cho phái nữ là 49%. Tại Thangadh, 16% dân số nhỏ hơn 6 tuổi.